# Колксвилл (Арканзас)
Ко́лксвилл (англ. Caulksville) — город, расположенный в округе Логан (штат Арканзас, США) с населением в 233 человека по статистическим данным переписи 2000 года.

## География
По данным Бюро переписи населения США город Колксвилл имеет общую площадь в 3,63 квадратных километров, водных ресурсов в черте населённого пункта не имеется.
Колксвилл расположен на высоте 119 метров над уровнем моря.

## Демография
По данным переписи населения 2000 года в Колксвилле проживало 233 человека, 67 семей, насчитывалось 97 домашних хозяйств и 103 жилых дома. Средняя плотность населения составляла около 66,6 человека на один квадратный километр. Расовый состав Колксвилла по данным переписи распределился следующим образом: 96,14 % белых, 1,72 % — чёрных или афроамериканцев, 1,29 % — коренных американцев, 0,86 % — представителей смешанных рас. Испаноговорящие составили 0,86 % от всех жителей города.
Из 97 домашних хозяйств в 27,8 % — воспитывали детей в возрасте до 18 лет, 56,7 % представляли собой совместно проживающие супружеские пары, в 12,4 % семей женщины проживали без мужей, 29,9 % не имели семей. 26,8 % от общего числа семей на момент переписи жили самостоятельно, при этом 14,4 % составили одинокие пожилые люди в возрасте 65 лет и старше. Средний размер домашнего хозяйства составил 2,40 человек, а средний размер семьи — 2,91 человек.
Население города по возрастному диапазону по данным переписи 2000 года распределилось следующим образом: 24,5 % — жители младше 18 лет, 7,3 % — между 18 и 24 годами, 23,2 % — от 25 до 44 лет, 25,3 % — от 45 до 64 лет и 19,7 % — в возрасте 65 лет и старше. Средний возраст жителей составил 42 года. На каждые 100 женщин в Колксвилле приходилось 84,9 мужчин, при этом на каждые сто женщин 18 лет и старше приходилось 81,4 мужчин также старше 18 лет.
Средний доход на одно домашнее хозяйство в городе составил 30 000 долларов США, а средний доход на одну семью — 33 250 долларов. При этом мужчины имели средний доход в 30 729 долларов США в год против 18 125 долларов среднегодового дохода у женщин. Доход на душу населения в городе составил 21 428 долларов в год. 13,9 % от всего числа семей в населённом пункте и 13,7 % от всей численности населения находилось на момент переписи населения за чертой бедности, при этом 18,2 % из них были моложе 18 лет и 18,6 % — в возрасте 65 лет и старше.